# Кольдюки
Кольдюки — село в России, расположено в Касимовском районе Рязанской области. Входит в состав Торбаевского сельского поселения.

## Географическое положение
Кольдюки расположены примерно в 15 км к северо-востоку от центра города Касимова. Ближайшие населённые пункты — деревня Барсуки к северу, деревня Ватранцы к востоку, деревни Марсево и Шемордино к югу и село Подлипки к западу.

## История
Село Кольдюки впервые упоминается в XVIII веке. 
В конце XIX в. село  входило в состав Алферьевской волости Елатомского уезда Тамбовской губернии. В 1862 г. село имело 49 дворов при численности населения 388 человек. В 1911 году в селе было 232 двора при численности населения 1554 человека.

## Население
| 2010 |
| ---- |
| 397  |

## Транспорт и связь
Село имеет регулярное автобусное сообщение с районным центром.
В Кольдюках имеется одноименное сельское отделение почтовой связи (индекс 391354).